# Чувари две свете џамије
Чувари две свете џамије (арап. خادم الحرمين الشريفين хадим ал-харамаин аш-шарифаин), слуга два светилишта или заштитник два света града је титула коју користе многи исламски владари, укључујући Ајубиде, мамелучке султане Египта, османске султане, краљеве Хиџаза и у модерно доба, краљ Саудијске Арабије. Први владар који је носио ову титулу био је Саладин. Тренутни носилац титуле је краљ Салман ибн Абд ел-Азиз.
Назив који се користио некада за означавање „чувар две свете џамије“ био је де факто Калифат ислама, данас се углавном односи на владара који преузима одговорност чувања и одржавања две најсветије џамије у исламу: Ел Месџид ел Харам у Меки и Ел Месџид ен Набави у Медини, у региону Хиџаз Саудијске Арабије.